# Monte Águila
Monte Águila là một thị trấn Chile nằm ở vùng Biobío, trong khu đô thị của Cabrero, cách thành phố cùng tên 6 km về phía nam, bao gồm dân số 6.090 người.

## Hình ảnh

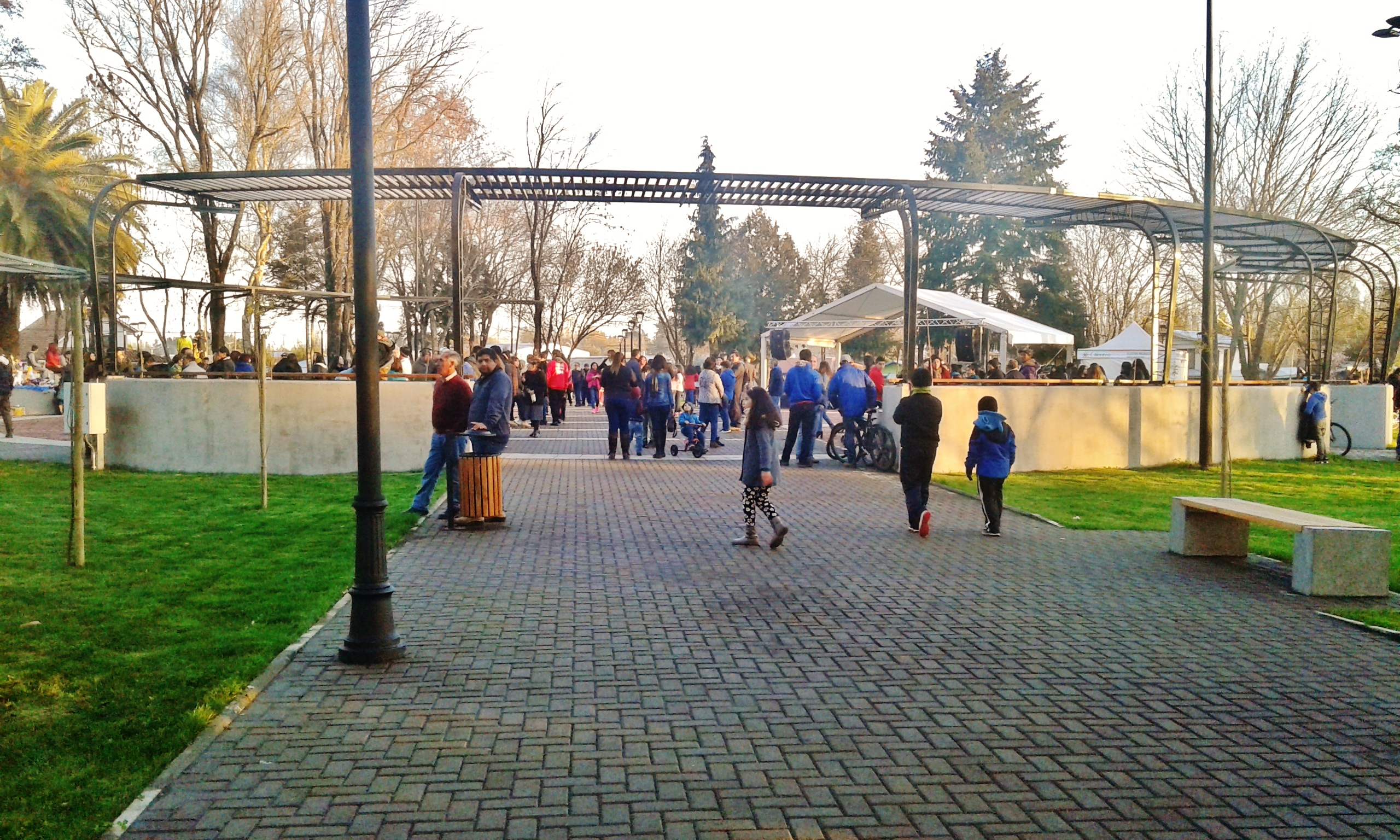
Quảng trường chính.
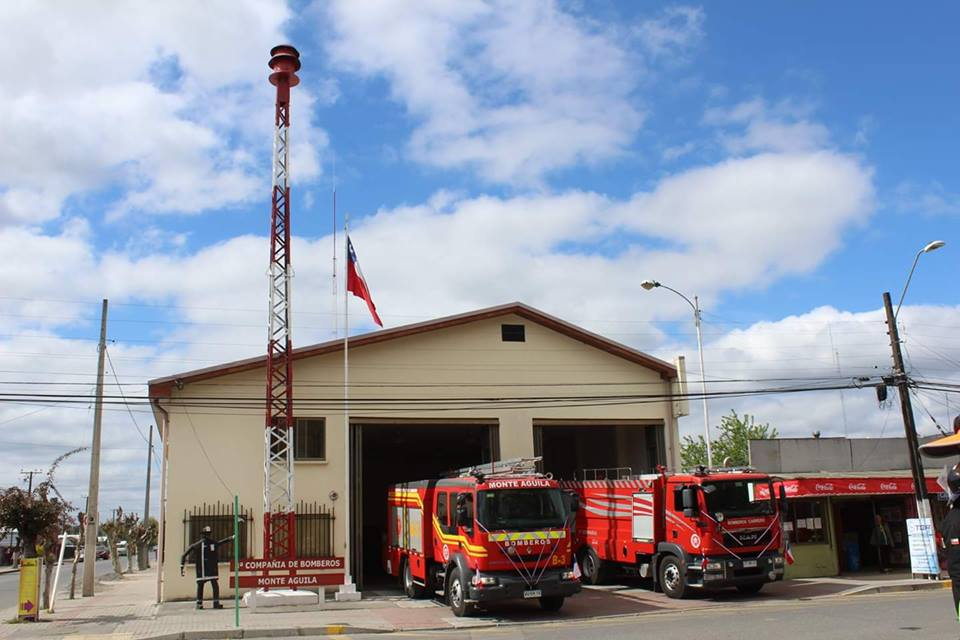
Trạm cứu hỏa.
Nhà thờ Công giáo. Nhà thờ Công giáo.
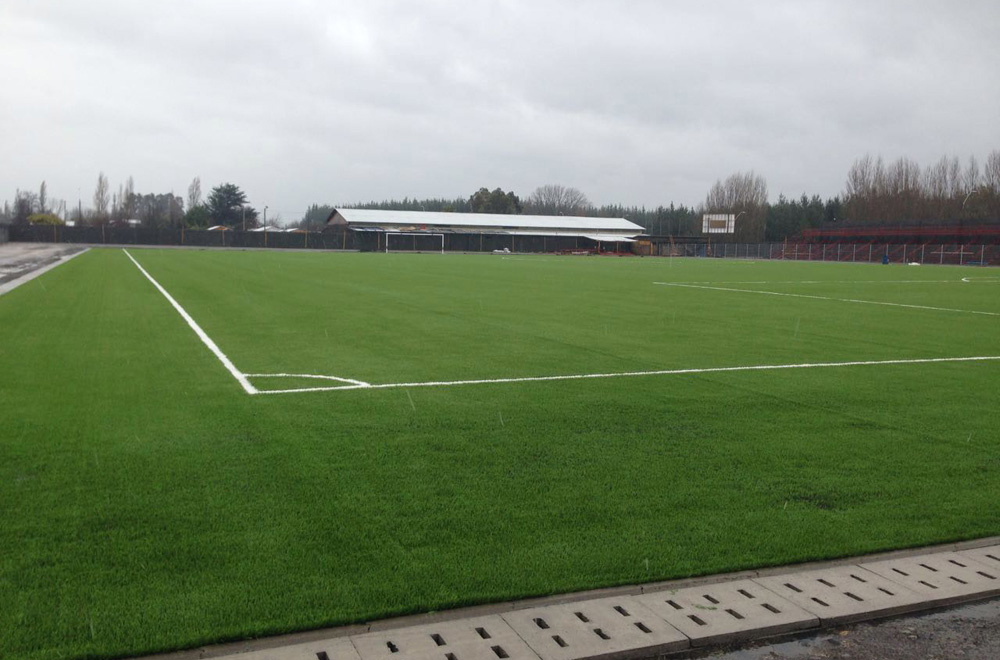
Sân vận động bóng đá.
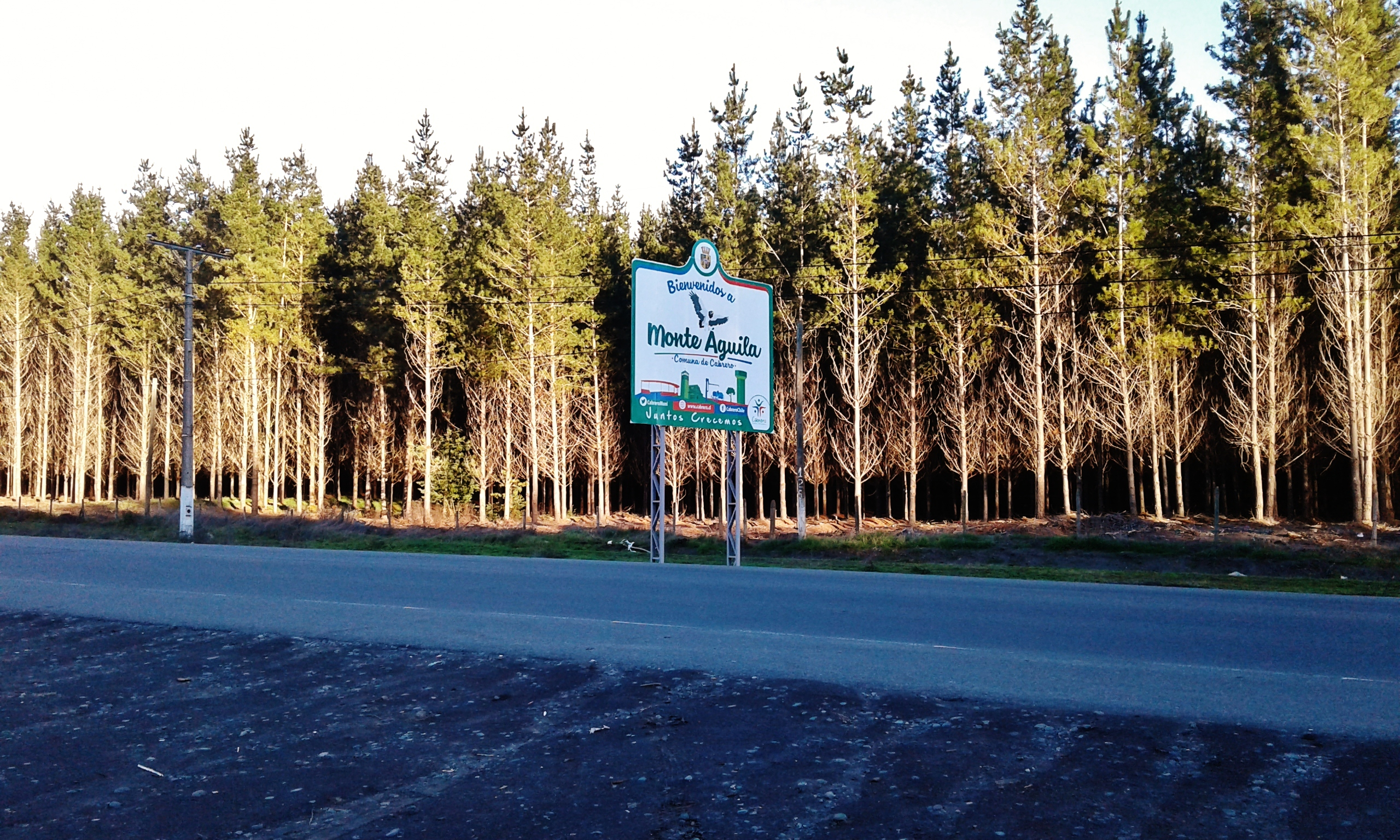
Lối vào thị trấn.
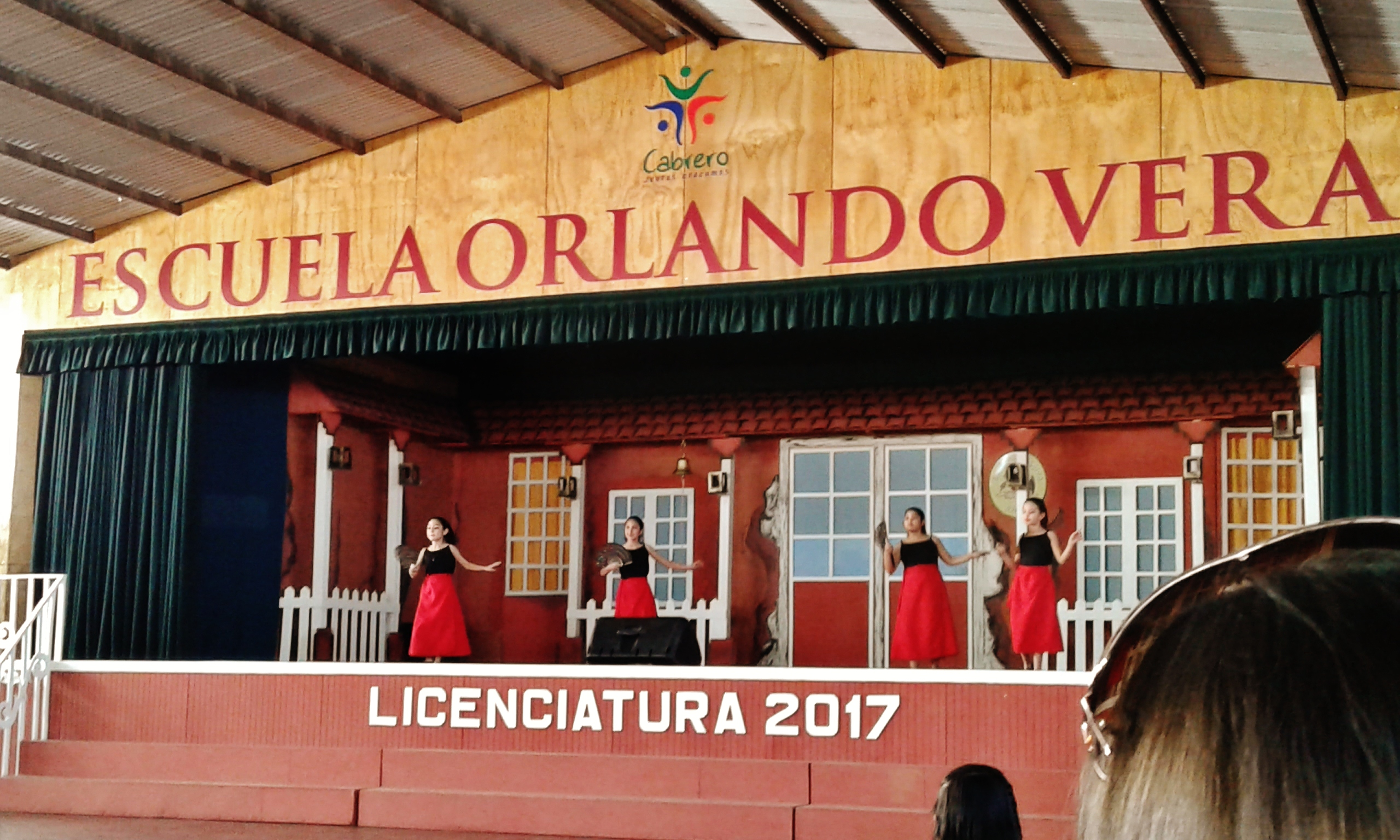
Trường học Monte Águila.
Copa de agua. Xây dựng dùng để cung cấp đường sắt. Copa de agua. Xây dựng dùng để cung cấp đường sắt.
Diễu hành Quốc khánh Chile
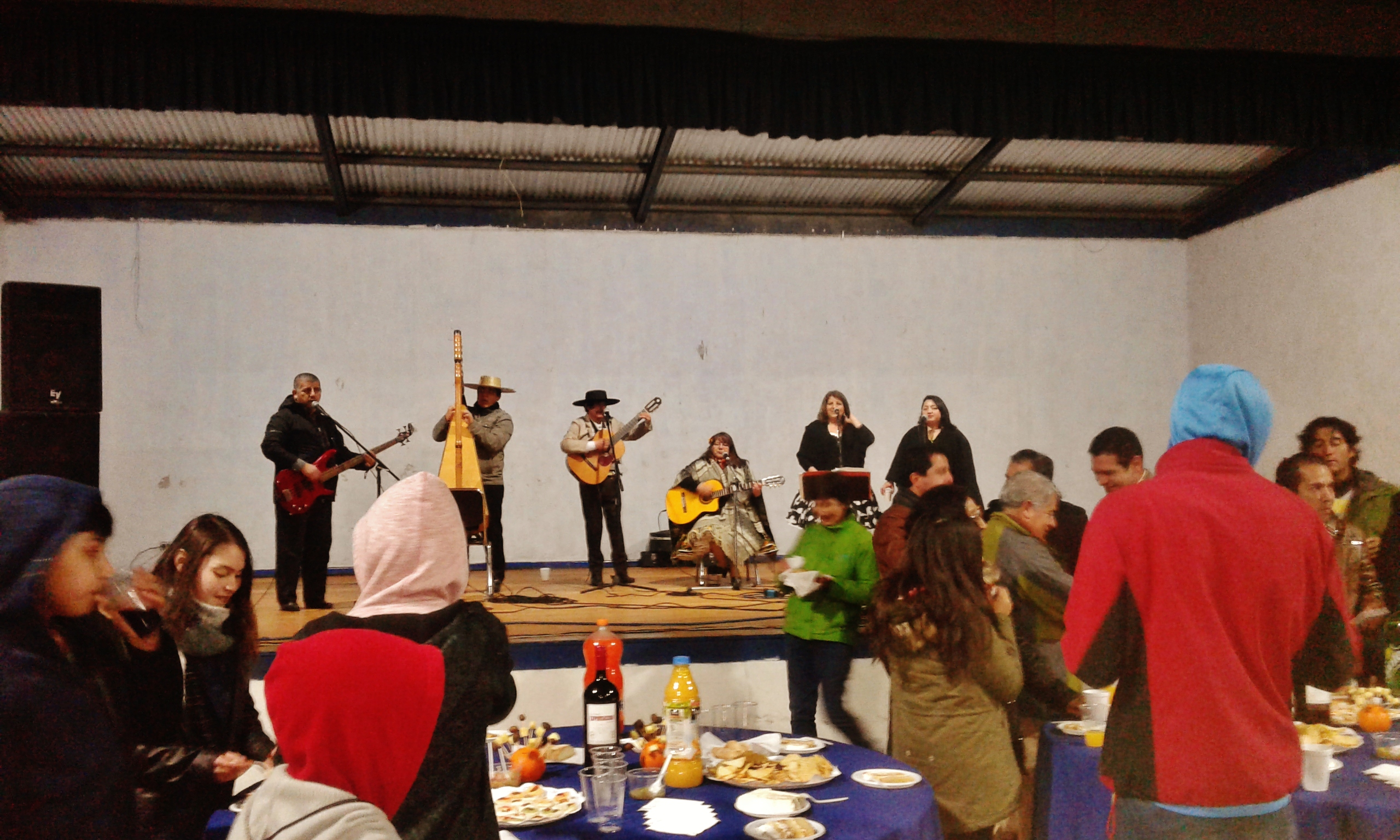
Phòng tập thể dục Monte Águlla.
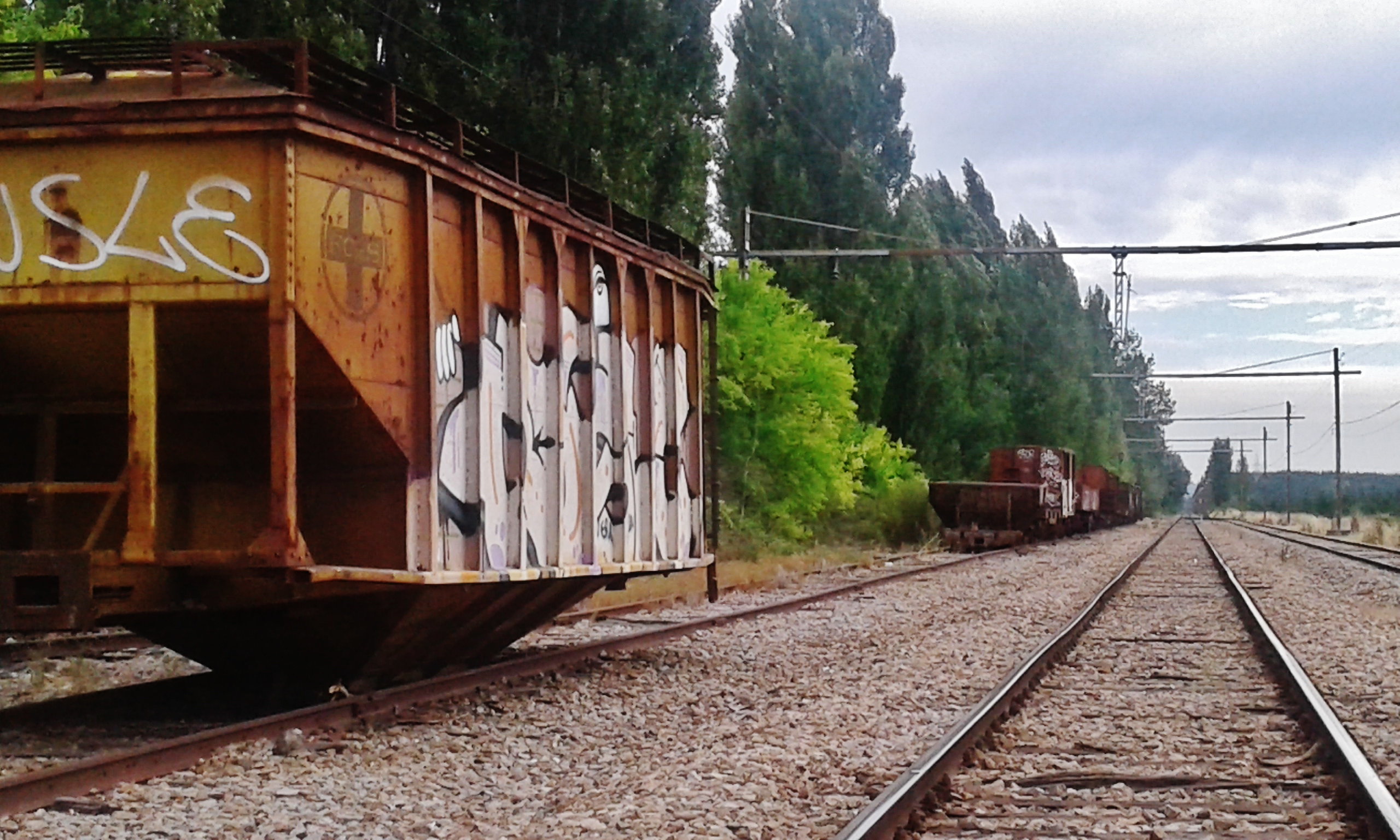
Máy móc đường sắt bị bỏ hoang tại nhà ga.